# Dame Diouf
Dame Diouf (* 31. März 1978 in Dakar) ist ein senegalesischer Fußballspieler.

## Karriere
Diouf ist in der senegalesischen Hauptstadt Dakar aufgewachsen. Zunächst spielte er für US Gorée (Senegal). In seiner Jugend wechselte er zu Stade Rennes nach Frankreich. Über den FC 08 Homburg, den SV Wilhelmshaven und die Amateure von Werder Bremen schaffte er den Sprung zu Hannover 96, wo ihm mit seiner Mannschaft 2002 der Aufstieg in die Fußball-Bundesliga gelang. Die Folgen eines Würgegriffs gegen den Nationalspieler Sebastian Kehl im Spiel gegen Dortmund am 5. Oktober 2002, der zu einer vierwöchigen Sperre führte, und eines Kreuzbandrisses, den er sich im Januar 2003 im Trainingslager zugezogen hat, warfen ihn weit zurück. Insgesamt kam er nur auf 6 Bundesliga-Einsätze. Diouf wurde an den Zweitligisten VfL Osnabrück ausgeliehen, wechselte erneut zu Hannover 96. Weil er sich dort nicht durchsetzen konnte, wechselte Diouf zum Regionalligisten SV Wehen, anschließend zu den Oberligisten VfB Hüls, SV Arminia Hannover und Holstein Kiel. Im Januar 2008 erhielt Dame Diouf einen Vertrag beim SV Meppen, der in der Oberliga Nord spielte. Danach ging es für ihn zu zweiten Mannschaft des SSV Jahn Regensburg und zum FC Kempten sowie zum FC Isny. Von August bis Dezember 2012 spielte Diouf beim Kemptener Verein SV Cambodunum, es folgte ein halbes Jahr beim FC Isny. Im Juli 2013 wechselte er zum Bezirksliga-Aufsteiger DJK-SV Ost Memmingen, für den er in der ersten und in der zweiten Kampfmannschaft zum Einsatz kam, ehe er in der Winterpause seine Karriere als Aktiver beendete.
Sein Bruder El Hadji Diouf war ebenfalls Fußballprofi und wesentlich erfolgreicher als sein knapp drei Jahre älterer Bruder.